# Unnao (dystrykt)
Unnao (dystrykt) – dystrykt w stanie Uttar Pradesh w północnych Indiach.
Stolicą dystryktu jest miasto Unnao.